# Бродвей Денні Роуз
«Бродвей Денні Роуз» (англ. Broadway Danny Rose) — чорно-біла комедійна стрічка Вуді Аллена 1984 року, яка здобула премію BAFTA за найкращий оригінальний сценарій.

## Сюжет
Денні Роуз — менеджер, який представляє неординарних і невдалих артистів, які тільки-но досягши успіху, залишають його. Денні береться розкручувати співака Лу Канову. Хоча він одружений та має трьох дітей, це не заважає йому мати стосунки з іншою жінкою, Тіною. Роузу вдається домовитись про виступ Канови, але він не буде виходити на сцену, якщо в залі не буде його коханки. Менеджер вирушає до жінки та видає себе за коханого Тіни. Виникає ускладнення, коли один із її прихильників через ревнощі бажає розправитись з Роузом. Тіна з Денні втікають. Вони знаходять Лу п'яного в Валдорфі перед виступом. Роузу вдається привести співака до тями. Після успішного виступу Канова повідомляє, що йде до успішного менеджера Сіда Бакарака.
Лу кидає дружину та одружується з Тіною. До співака приходить успіх, але жінка відчуває провину перед Роузом, постійно ходить сумна, похмура. День подяки менеджер святкує в колі своїх артистів. Приходить Тіна з вибаченнями. Згодом на честь Денні Роуза був названий сендвіч.

## У ролях
| Актор             | Роль               |
| ----------------- | ------------------ |
| Вуді Аллен        | Денні Роуз         |
| Міа Ферроу        | Тіна               |
| Нік Аполло Форте  | Лу Канова          |
| Герб Рейнольдс    | Барні Данн         |
| Пол Греко         | Віто Рісполі       |
| Френк Ріндзуллі   | Джо Рісполі        |
| Едвін Бордо       | Джонні Рісполі     |
| Сенді Річмен      | Тереза             |
| Ольга Барбато     | провидиця Ангеліна |
| Джеральд Шенфельд | Сід Бакарак        |
| Майкл Бадалукко   | хлопець з Брукліна |

## Створення фільму

### Виробництво
Знімання фільму відбувалося у Нью-Йорку та Нью-Джерсі, США.

### Знімальна група
- Кінорежисер — Вуді Аллен
- Сценарист — Вуді Аллен
- Кінопродюсер — Роберт Грінгат
- Кінооператор — Гордон Вілліс
- Кіномонтаж — Сюзан І. Морзе
- Художник-постановник — Мел Борн
- Художник-декоратор — Леслі Блум
- Художник з костюмів — Джеффрі Курленд
- Підбір акторів — Джульєт Тейлор[2]

## Сприйняття

### Критика
Фільм отримав схвальні відгуки. На сайті Rotten Tomatoes оцінка стрічки становить 100 % на основі 26 відгуків від критиків (середня оцінка 8,1/10) і 84 % від глядачів із середньою оцінкою 3,8/5 (9 461 голос). Фільму зарахований «стиглий помідор» від кінокритиків та «попкорн» від глядачів, Internet Movie Database — 7,5/10 (20 974 голоси), Metacritic — 80/100 (14 відгуків критиків).

### Номінації та нагороди
| Нагороди та номінації фільму «Бродвей Денні Роуз» | Нагороди та номінації фільму «Бродвей Денні Роуз» | Нагороди та номінації фільму «Бродвей Денні Роуз» | Нагороди та номінації фільму «Бродвей Денні Роуз» | Нагороди та номінації фільму «Бродвей Денні Роуз» | Нагороди та номінації фільму «Бродвей Денні Роуз» |
| Рік                                               | Кінофестиваль/кінопремія                          | Категорія/нагорода                                | Номінант                                          | Результат                                         |                                                   |
| ------------------------------------------------- | ------------------------------------------------- | ------------------------------------------------- | ------------------------------------------------- | ------------------------------------------------- | ------------------------------------------------- |
| 1985                                              | «Оскар»                                           | Найкращий режисер                                 | Вуді Аллен                                        | Номінація                                         |                                                   |
| 1985                                              | «Оскар»                                           | Найкращий оригінальний сценарій                   | Вуді Аллен                                        | Номінація                                         |                                                   |
| 1985                                              | «Золотий глобус»                                  | Найкраща жіноча роль (комедія або мюзикл)         | Міа Ферроу                                        | Номінація                                         |                                                   |
| 1985                                              | BAFTA                                             | Найкращий оригінальний сценарій                   | Вуді Аллен                                        | Перемога                                          |                                                   |
| 1985                                              | Давид ді Донателло                                | Найкращий сценарій іноземного фільму              | Вуді Аллен                                        | Перемога                                          |                                                   |
| 1985                                              | Давид ді Донателло                                | Найкраща іноземна акторка                         | Міа Ферроу                                        | Номінація                                         |                                                   |
| 1985                                              | Гільдія сценаристів США                           | Найкращий оригінальний сценарій                   | Вуді Аллен                                        | Перемога                                          |                                                   |